# Larry Cedar
Larry Cedar (Los Angeles, 6 marzo 1955) è un attore statunitense.

## Filmografia

### Cinema
- Una spia in vacanza (The London Connection), regia di Robert Clouse (1979)
- Passione fatale (Love Letters) regia di Amy Holden Jones (1983)
- L'alieno (The Hidden), regia di Jack Sholder (1987)
- F.B.I. - Agenti in sottoveste (Feds), regia di Daniel Goldberg (1988)
- C.H.U.D. II: Bud the Chud, regia di David Irving (1989)
- Constantine, regia di Francis Lawrence (2005)
- Hollywoodland, regia di Allen Coulter (2006)
- La città verrà distrutta all'alba (The Crazies), regia di Breck Eisner (2010)
- Oliver, Stoned., regia di Tom Morris (2014)
- Love and Monsters, regia di Michael Matthews (2020)

### Televisione
- Star Trek: Deep Space Nine - serie TV, episodio 2x13 (1994)
- Girovagando nel passato (A.J.'s Time Travelers) – serie TV, 33 episodi (1995)
- Star Trek: Voyager - serie TV, episodio 2x14 (1995)
- Star Trek: Enterprise – serie TV, episodio 2x06 (2002)
- Deadwood – serie TV, 24 episodi (2004-2006)
- Alias – serie TV, episodio 5x02 (2005)
- Senza traccia (Without a Trace) – serie TV, episodio 4x09 (2005)
- Streghe (Charmed) – serie TV, episodio 8x16 (2006)
- Grey's Anatomy - serie TV, episodio 11x21 (2015)
- Mad Men - serie TV, episodio 7x13 (2015)
- American Horror Story - serie TV, 1 episodio (2016)

## Doppiatori italiani
Nelle versioni in italiano delle opere in cui ha recitato, Larry Cedar è stato doppiato da:
- Oliviero Dinelli in Star Trek: Enterprise, Alias, Senza traccia, Dr. House - Medical Division
- Mattia Sbragia in Una spia in vacanza
- Gianluca Tusco in L'alieno
- Mino Caprio in F.B.I. - Agenti in sottoveste
- Pietro Ubaldi in Girovagando nel passato (Ollie)
- Mario Scarabelli in Girovagando nel passato (Warp)
- Daniele Barcaroli in Deadwood
- Edoardo Nordio in The Shield
- Luigi Scribani in Constantine
- Vladimiro Conti in NCIS - Unità anticrimine
- Danilo De Girolamo in Hollywoodland
- Giorgio Locuratolo in Streghe
- Massimo De Ambrosis in Stargate SG-1
- Luciano Roffi in The Closer
- Luigi Ferraro in Due uomini e mezzo
- Mario Zucca in Community (ep. 3x06)
- Antonio Paiola in Community (ep. 3x20)
- Ambrogio Colombo ne La città verrà distrutta all'alba
- Toni Orlandi in Perception
- Mario Cordova in Grey's Anatomy
- Enrico Pallini in Mad Men
- Silvio Anselmo ne L'ultimo tycoon
- Raffaele Palmieri in Young Sheldon

Da doppiatore è stato sostituito da:
- Luca Sandri in Hitman: Absolution